# Liščí louka

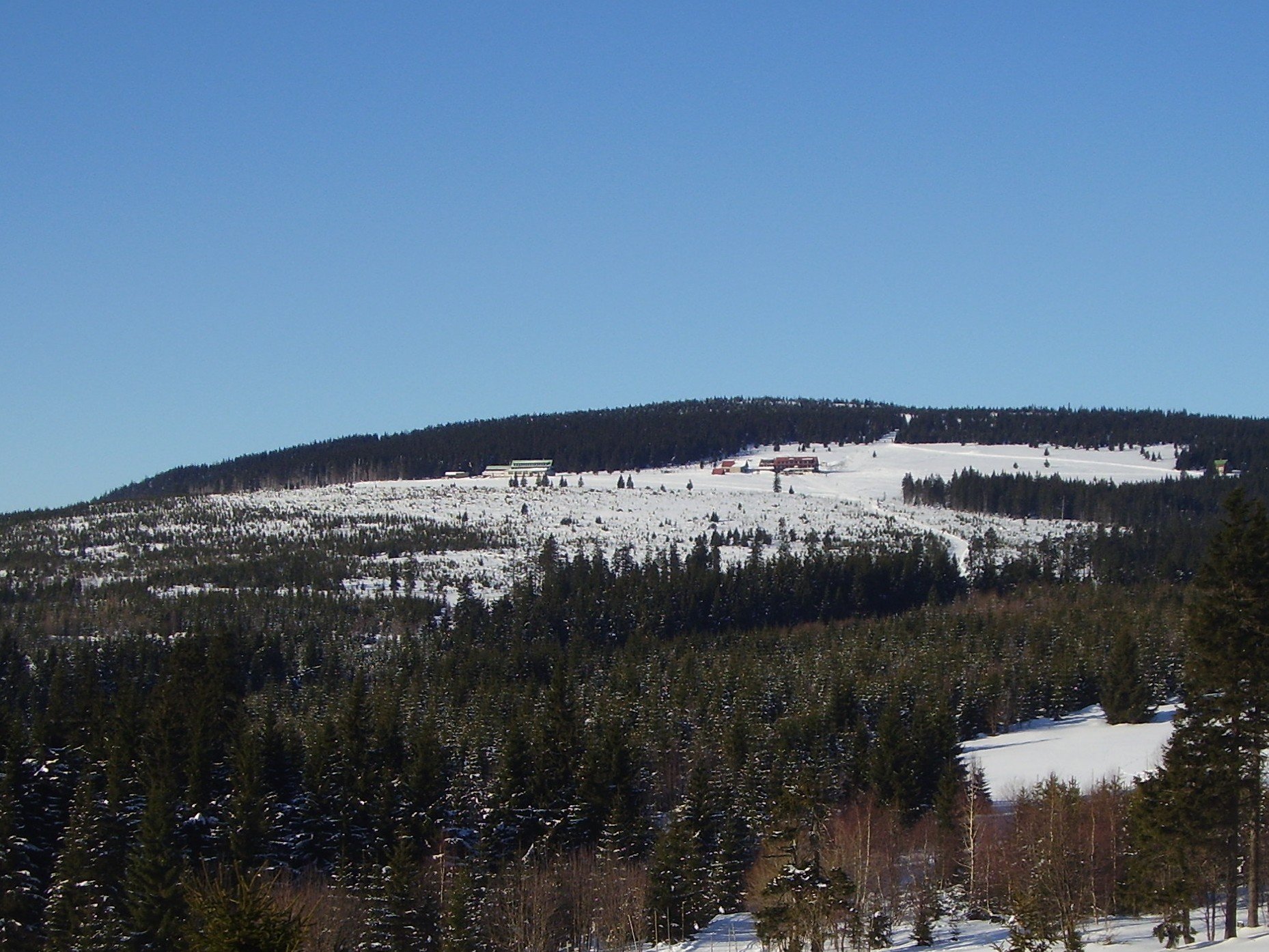
Pohled na Liščí louku od boudy Mír (uprostřed Lyžařská bouda a nalevo bouda Prvosenka)

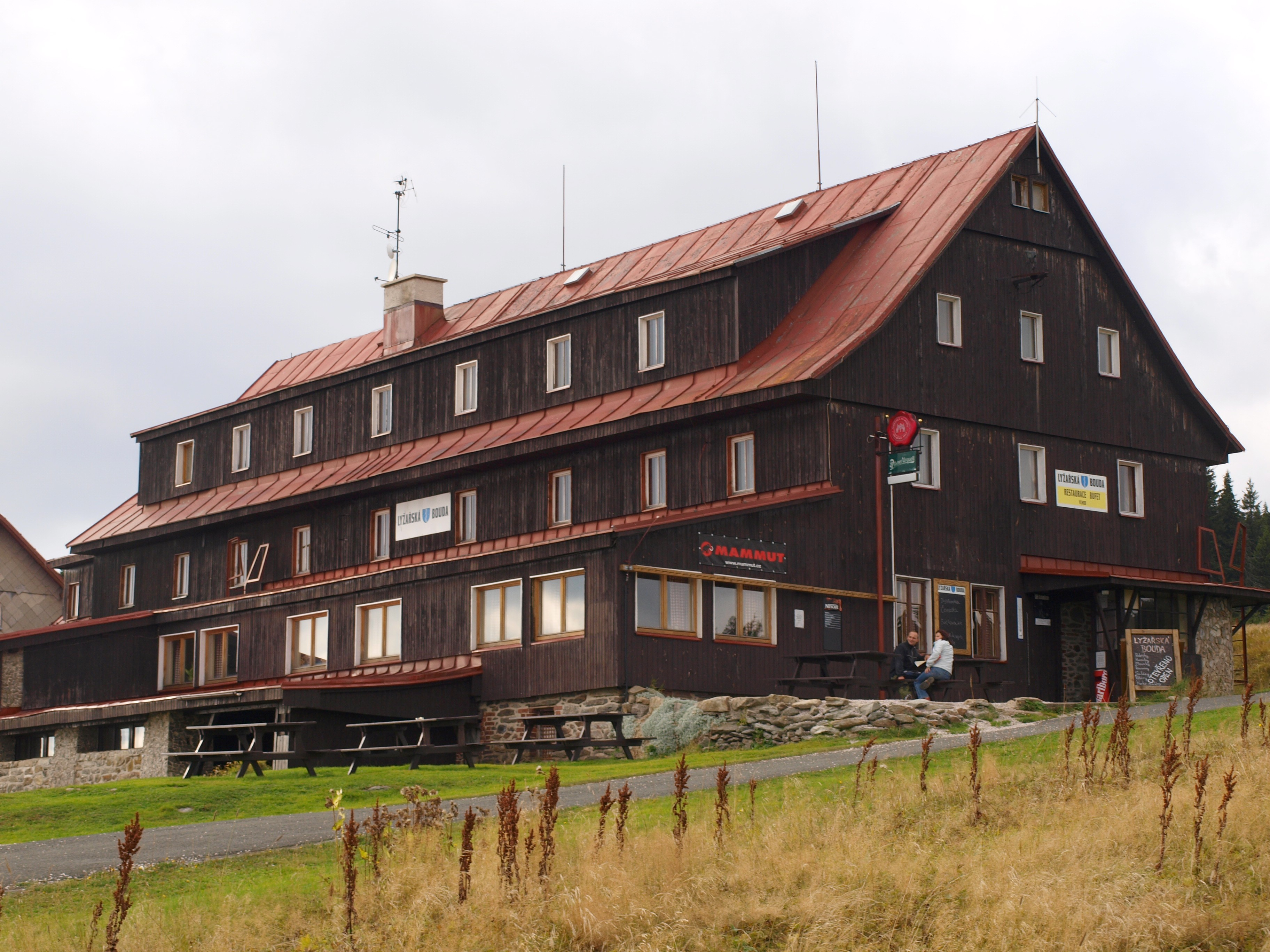
Lyžařská bouda ležící na Liščí louce

Liščí louka je luční enkláva nacházející se na jihovýchodním svahu Liščí hory v Krkonoších.
Liščí louka leží v nadmořské výšce přibližně 1180–1250 metrů. Její rozměry jsou asi 0,5 × 0,5 km, ale nemá pravidelný tvar. V centrální části se nachází dvojice velkých turistických bud (Lyžařská bouda a Bouda Prvosenka), na východním okraji pak nevelký srub. Původní historická Liščí bouda vyhořela v dubnu roku 1948. Středem louky prochází červeně značená hřebenová trasa 0407 z Černé hory na Luční boudu. Z ní zde odbočuje žlutě značená trasa 7210 do Černého Dolu. Směrem k severovýchodu odsud vede i přístupová cesta k rozhledně na Hnědém vrchu a k horní stanici lanové dráhy z Pece pod Sněžkou. Zásobování bud na Liščí louce silničními vozidly a jízda cyklistů je povolena pouze odspodu po jejich úroveň, dále směrem k vrcholu hory smějí jenom pěší. V lese západně od louky ve výši 1260 m n. m. pramení říčka Čistá (také nazývaná Stříbrný potok), která je levým přítokem Labe.

## Historie
Jsou různé hypotézy, po kom nebo po čem je louka pojmenovaná. Buď mohl být zakladatelem boudy při kolonizaci území v 16. a 17. století nějaký pan Fuchs, nebo mohla jméno získat podle asi 10 km vzdáleného Liščího kopce u Harty, na němž existoval dnes již nedochovaný dvůr, kterému patřila podle ústního podání i tato vzdálená louka. Na mapě Krkonoš Simona Hüttela ze druhé poloviny 16. století, která je považována za nejstarší mapu Krkonoš, není louka pojmenovaná, a název Liščí louka na ní nese jiná louka, v oblasti Rýchor. Název Fuchs-perk pro dnešní Liščí horu je doložen poprvé na Globicově mapě z roku 1668. Boudy postupně stavěné v této oblasti se nazývaly Fuchsbauden nebo Fuchsbergbauden (Liščí Boudy nebo Boudy na Liščí hoře), jak jsou popsány v mapě v cestopisné knize o expedici Královské učené společnosti nauk v roce 1786, přičemž nejstarší z bud se zřejmě již od vybudování asi v polovině 17. století nazývala Liščí. Majitelé boudy v roce 1900 získali licenci na výčep piva a tvrdého alkoholu. V roce 1910 sem byl zaveden telefon, brzy poté i místní vodovod, majitel se významně podílel i na výstavbě, údržbě, značení a tyčování cest. Za první republiky tvořili až 90 % klientely Pražané. Dnešní Lyžařská bouda byla původně postavena roku 1717 jako letní, v roce 1930 byla přestavěna na celoroční provoz a získala název Skiemeisterbaude, syn majitele byl významným závodním lyžařem a bouda byla vyzdobena trofejemi členů lyžařského spolku Rübezahl Rennerovky. Znárodněná Liščí bouda 13. dubna 1948 z nezjištěných příčin do základů vyhořela, vedoucí boudy Jan Duben v předchozích letech působil na jiných dvou boudách (Havlově a Výrovce), které shodou okolností také v době jeho působení vyhořely.
Do začátku 70. let 20. století tvořili obyvatelé enklávy, správci bud s rodinami, pospolitost, chovali krávy, navzájem si zajišťovali nákupy a jejich děti chodily společně do školy na Hrnčířských Boudách. Se zákazem přímého prodeje mléka bez mlékárenského zpracování, zánikem tradičního hospodaření a motorizací dopravy tato idylka skončila a boudy se staly běžnými profesionálními socialistickými zařízeními k rekreaci pracujících. Dnes je vlastní soukromé obchodní společnosti, které je nabízejí k rekreaci.

## Výskyt šťovíku dlouholistého
Liščí louka je zmiňována jako místo výskytu invazní, původně skandinávské rostliny šťovíku dlouholistého (Rumex longifolius DC., syn. Rumex domesticus Hartm.), která se v českých pohraničních horách a značné části Evropy rozšířila zejména v 70. a 80. letech. Podle hypotézy Jasiewicze z roku 1964 byla do okolí Polska zavlečena sovětskými vojáky z pobaltských států, Kubát v roce 1984 klade zavlečení do pozdější doby. Zatímco ještě deset let po druhé světové válce nebyla tato rostlina v Krkonoších vůbec známa, již deset let po prvním výskytu (poprvé v Krkonoších byl druh ojediněle nalezen v roce 1961, tehdy však nebyl správně rozpoznán) se právě na Liščí louce stala dominantou. Výskyty na Liščí louce byly zjištěny při průzkumech v letech 1978 a 1981 a v letech 1990–1993. Speciálně rozšíření na Liščí louce je vysvětlováno obnažením půdy kolem odvodňovacích stružek, kde se druh rychle namnožil, zatímco do kosených částí Liščí louky nepronikl.